# Швірцгайм
Швірцгайм (нім. Schwirzheim) — громада в Німеччині, розташована в землі Рейнланд-Пфальц. Входить до складу району Бітбург-Прюм. Складова частина об'єднання громад Прюм.
Площа — 13,68 км2. Населення становить 454 ос. (станом на 31 грудня 2020).